# Pleurospermum wrightianum
Pleurospermum wrightianum är en flockblommig växtart som beskrevs av H.Boissieu. Pleurospermum wrightianum ingår i släktet piplokor, och familjen flockblommiga växter. Inga underarter finns listade i Catalogue of Life.